# Twatt (Shetland)

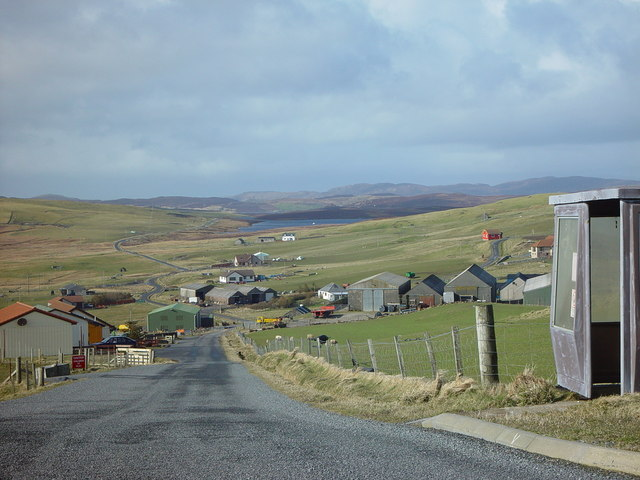
Blick von Süden auf den Ort

Twatt ist eine Ortschaft, die in Schottland im Westen der Shetlandinseln liegt.

## Geographie
Twatt liegt in West Mainland im Norden des Bixter Voes, einer Bucht, die den Sandsound Voe verlängert. Westlich des Ortes fließt der Bach Burn of Twatt, der, nach einer kurzen Strecke, in den Effirth Voe mündet. Nach Lerwick sind es 18 Kilometer im Südosten. Ortschaften in der Nähe sind Aith im Nordosten, Clousta im Nordwesten und Tresta im Südosten.

## Historisches
Im Rahmen der historischen Gliederung Schottlands in Civil Parishes zählt Twatt zu Sandsting.

## Verkehr
An Twatt führt die B9071 vorbei. Sie beginnt in Culswick und endet in Vidlin.